# فريد إدجو
فريد إدجو (بالتركية: Ferit Edgü)‏ (24 فبراير 1936 - 22 يوليو 2024)، هو كاتب روائي وشاعر وكاتب مقالات، تركي.
بدأ التعليم العالي في أكاديمية اسطنبول للفنون الجميلة، قسم التصوير. ثم بعد ذلك ذهب إلى باريس، وواصل هناك حياته العلميه.
ثم بعد ذلك عاد إلى تركيا.أنشئ جزيرة للنشر، ومن عام 1976حتى عام1990 نشر عدد لا يحصى من أعمال الشاعر المحلية ومؤلفاته الأجنبيه، وقد أنتجت الأعمال التي ترجمت إلى عدد لايحصى من لغات العالم، في كثير من مجالات الأدب.

## أعماله
رواية
- شخص (1976)
- موسم في هكارى (1977)
- كتب في ظل سبتمبر (1988)

قصة
- اللاجئين (1959)
- الهزيمة (1962)
- المطاردة (1986)
- في سفينة (1987)
- الصراخ (1982)
- ألف مقطع صوتى (1991)
- قصص الشرق (1995)
- ماريا، هنا البحر (1999)
- دو سيس (2002)
- أفار كاسناك (2005)
- قصص نيجينسكى (2007)
- وقت الجرحى

السيناريو
موسم في هاكرى (هو سيناريو من الرواية)
المقال
- جميع الكتب المدرسية (1978)
- عمل الكتابة (1980)
- كم الساعة الآن؟ (1986)
- الكتب المدرسية الجديدة (1991)
- مجرى الكلمات (1996)
- الإستمرار (2001)
- لفظى / كتابى (2003)
- الجنس البشرى (2003)

الشعر
- يا من العشق (1978)
- قصائد الجبل (1999)

مذكرة
- الرحلات البصرية (2003)

السيرة الذاتية
عابدين (2003)
أفنى أرباش (2001)
عثمان حمدى - صور غير معروفه (1986)
كتاب أطفال
- أصدقاء الطبيعة (2004)

## الجوائز
- جائزة سيد فائق للقصة 1979 (في سفينه)
- جائزة المقال واللغة التركية 1979 (جميع الكتب المدرسية)
- جائزة وقف سادات سيمافي الأدبية 1988 ( كتب في ظل سبتمبر)

## روابط خارجية
- فريد إدجو على موقع IMDb (الإنجليزية)
- فريد إدجو على موقع كينوبويسك (الروسية)